# Somebody's Heartbreak
"Somebody's Heartbreak" é uma canção gravada pelo cantor e compositor norte-americano Hunter Hayes, para seu álbum epônimo Hunter Hayes (2011). Foi composta por Andrew Dorff, Luke Laird e Hayes, este último ficou responsável pela produção ao lado de Dann Huff. Foi lançado como terceiro single do projeto em 22 de outubro de 2012, através da editora discográfica Atlantic Records.

## Composição
"Somebody's Heartbreak" é uma canção uptempo de música country que incorpora elementos de rock, produzida por Hayes e Dann Huff. A letra foi escrita pelo artista ao lado de Andrew Dorff e Luke Laird.
"If you’re gonna be somebody’s heartbreak / If you’re gonna be somebody’s mistake / If you’re gonna be somebody’s first time, somebody’s last time, baby be mine / If you’re lookin’ to be somebody’s just friends / A little laughin’, little lovin’, never callin’ again, that’s just fine / If you’re gonna be somebody’s heartbreak / Be mine" é cantado no refrão e o Test of Country acabou por escrever sobre ele: Preste atenção nas inflexões vocais sutis em um presente. É um movimento mais experiente para provocar não só o que ele é capaz de fazer, mas também revelar tudo quando o tempo da música está certo.

## Recepção
"Somebody's Heartbreak" recebeu em sua maioria análises positivas dos críticos de música. Billy Dukes para o Test of Country, deu quatro estrelas e meia de cinco, afirmando que a canção combina a sensibilidade pop de "Storm Warning" com a paixão e o poder de "Wanted". Ninguém vai chamar Hayes de tradicionalista. Ele abraça a música country à lá Keith Urban e Rascal Flatts antes de adicionar suas próprias histórias significativas e emoções. Georgia do CatCountry chamou a canção de doce e notou influências dos cantores compatriotas John Mayer e Jason Mraz.
"Somebody's Heartbreak" também foi comentada nas análises do álbum Hunter Hayes. Matt Bjorke do site Roughstock, afirmou que a canção tem vibrações diferentes para serem exploradas e chamou-a de pop-adulto.

## Videoclipe
O vídeo musical de "Somebody's Heartbreak" estreou online em 4 de dezembro de 2012 e teve direção de Joel Stewart.

## Faixas
| Download digital |                         |         |  |
| N.º              | Título                  | Duração |  |
| 1.               | "Somebody's Heartbreak" | 3:49    |  |

| Versão do EP Hunter Hayes: Live |                                   |         |  |
| N.º                             | Título                            | Duração |  |
| 1.                              | "Somebody's Heartbreak" (ao vivo) | 5:34    |  |

## Desempenho nas tabelas musicais
Na semana de 3 de novembro de 2012, "Somebody's Heartbreak" estreou na 48ª posição da tabela musical dos Estados Unidos, Hot Country Songs, tendo seu pico na 8ª posição. Ainda em território norte-americano, a faixa também apareceu no 17º lugar da classificação Billboard Country Airplay no mesmo mês. Na principal tabela do país, a canção listou-se no número 54ª.
| Parada (2012-13)                   | Melhor posição |
| ---------------------------------- | -------------- |
| Canadá (Canadian Hot 100)          | 66             |
| Estados Unidos (Billboard Hot 100) | 54             |
| Estados Unidos (Country Songs)     | 7              |
| Estados Unidos (Country Airplay)   | 1              |

### Certificações
| País / Provedor       | Certificação |
| --------------------- | ------------ |
| Estados Unidos / RIAA | Ouro         |

## Histórico de lançamento
| País           | Data                  | Formato        |
| -------------- | --------------------- | -------------- |
| Estados Unidos | 22 de outubro de 2012 | Rádios country |